# Runa (novela)
Runa es una novela del escritor argentino Rodolfo Fogwill, publicada por primera vez en 2003 en Interzona Latinoamericana.
Novela en forma de pequeños episodios que recrean un modo de vida primitivo. Inteligente y poética al mismo tiempo, Runa se destaca también por su precisión idiomática, enarbolando el camino hacia una pequeña gran novela, totalmente abarcativa.
- Datos: Q5391617